# کپدژ
کپدژ (به لاتین: Kpedzh) یک منطقهٔ مسکونی در روسیه است که در شهرستان کوراخسکی واقع شده‌است.